# ジム・ズビアナ
ジム・ズビアナ（Jim Zubiena）はアメリカ合衆国出身の俳優、歌手、1970～1980年代に活躍した射撃選手、射撃インストラクター。Zubienaの発音は「ズビエーナ」に近い。

## 略歴
俳優として活動をし始めたのは12歳の頃からで、本業は俳優とカントリー＆ウェスタンの歌手。実際、年金は映画俳優組合から支給されているという。
仕事の合間に射撃の練習を続けるうちに全米でも有数の射撃の名手になるに至った。特に.45オートに関しては第一人者と言われるほどで、いくつもの銃器関連メーカーがスポンサーに付き、ワールドIPSC、ビアンキカップ、スチールチャレンジなど様々な競技に参加した。
彼の腕前に感服した映画監督・プロデューサーのマイケル・マンは「特捜刑事マイアミ・バイス」「マイアミ5」「刑事グラハム/凍りついた欲望」などで銃器関係のトレーナーおよびアドバイザーを依頼した。また「特捜刑事マイアミ・バイス」では殺し屋、「マイアミ5」では制服警官、「刑事グラハム」では特殊な弾丸を提供する銃器専門家の役で出演もしている。
特に彼を有名にしたのは、「特捜刑事マイアミ・バイス」のシーズン1・第3話「宿敵カルデロン・前編」であろう。自ら殺し屋の役で出演し、驚異的なスピードで銃を抜き標的に3発を撃ち込む”モザンビーク・ドリル”を披露した。殺し屋という設定のため指紋と硝煙反応を残さないようにと薄いゴム手袋をはめて撮影しており、ゴム手袋の指先部分が撃鉄に引っ掛かってしまい7回も撮り直した。
同エピソードでルガーAC556自動小銃を撃つシーンでは、弾倉2本分(60発)の空砲をフルオートで連射したせいで、空砲で銃を作動させるブランクアダプター（チョーク、絞り）が組み込まれているフラッシュサプレッサーが熱膨張を起こしブランクアダプターが吹き飛んだ。アダプターはカメラを保護する透明の樹脂板に跳ね返ってズビアナの鎖骨を直撃、ズビアナは衝撃で転倒した。幸い怪我で済んだが、もし顔面に直撃していたら大変なことになっていたと後のインタビューで回想している。
1996年に始まったテレビシリーズ、「刑事ナッシュ・ブリッジス」の主人公ナッシュ・ブリッジスが愛用するM1911A1 .38SUPERはズビアナがデザインしたもので、彼自身も1エピソードにゲスト出演した。
ロサンゼルス北部に牧場を所有し、西部劇スタイルのシングルアクションリボルバー（コルトSAA）の競技を楽しんでいる。

## フィルモグラフィ
| 製作年 放映年 | 邦題 原題                                                  | ジャンル       | 役名                           | 備考                                           |
| ------------- | ---------------------------------------------------------- | -------------- | ------------------------------ | ---------------------------------------------- |
| 1984          | 特捜刑事マイアミ・バイス Miami Vice                        | テレビシリーズ | ルドヴィチオ・アームストロング | 1エピソードに出演 銃器アドバイザー、トレーナー |
| 1986          | マイアミ5 Band of the Hand                                 | 映画           | 警官                           | 出演 銃器アドバイザー、トレーナー              |
| 1986          | 刑事グラハム/凍りついた欲望 Manhunter                      | 映画           | スパージェン                   | 出演 銃器アドバイザー                          |
| 1988          | ダナ・スパークス Falcon Crest                              | テレビシリーズ | 電話技術士                     | 1エピソードに出演                              |
| 1989          | ドラッグ・ウォーズ／麻薬戦争 Drug Wars: The Camarena Story | テレビシリーズ | クレイグ                       | 3エピソードに出演                              |
| 1991          | ロング・ロード/遥かなる旅路 Long Road Home                 | テレビ映画     | クリータス・シャープ           | 出演                                           |
| 1992          | 天才少年ドギー・ハウザー Doogie Howser, M.D.               | テレビシリーズ | ビリー・ザ・ボング             | 1エピソードに出演                              |
| 1993          | 素晴らしき日々 The Wonder Years                            | テレビシリーズ | 体育教師                       | 1エピソードに出演                              |
| 1998          | 刑事ナッシュ・ブリッジス Nash Bridges                      | テレビシリーズ | ガンマン                       | 1エピソードに出演 銃器アドバイザー、トレーナー |